# Danae uelensis
Danae uelensis es una especie de coleóptero de la familia Endomychidae.

## Distribución geográfica
Habita en el Congo y Kinshasa.